# Zdravko Čolić
Zdravko Čolić (Sarajevo, 30. svibnja 1951.), bosanskohercegovački je pjevač zabavne glazbe i svojedobno najveća jugoslavenska pop-zvijezda. Živi u Beogradu u Srbiji od 1989. godine.

## Životopis

### Djetinjstvo
Rođen je 30. svibnja 1951. godine u Sarajevu, a djetinjstvo je proveo na Grbavici. Kao dijete se više zanimao za sport nego za glazbu. Najprije je bio golman u juniorima "Željezničara", da bi ubrzo shvatio kako mu atletika više leži. Na jednom natjecanju osvojio je drugo mjesto, odmah iza tadašnje atletske zvijezde Nenada Stekića. Ipak, kako Čolić kao sportaš nije postizao veće rezultate, a kako je imao velikog talenta za recitiranje, podrazumijevalo se da sudjeluje u školskim priredbama. Volio je i glumu, pa je primljen i u Pionirsko pozorište, gdje je sudjelovao u predstavama "Dječaci Pavlove ulice" i "Kekec i Mojca". Glazba mu je bila hobi, učio je gitaru i išao u glazbenu školu. S prijateljem Bracom Isovićem svirao je za društvo u parku, a u svom su kvartu bili poznati kao duet Čolić i Isa s Grbavice.

### Prvi glazbeni koraci
Prvi pjevački nastup i prvi honorar zaradio je u Baošićima, malom naselju nedaleko Herceg Novog, u Crnoj Gori. Tada je pohađao treći razred srednje škole. 

### Počeci karijere
Prvi službeni pjevački nastup imao je kao pjevač grupe Ambasadori 1969. godine u kojoj je pjevao dvije i pol godine. Svirali su R&B, pjesme Jamesa Browna i grupe "Chicago". Redovno su svirali samo u Domu armije i Domu milicije u plišanim odjelima specijalno kupljenim za tu priliku. Godine 1971. upoznaje Kornelija Kovača koji ga je pozvao u tada poznatu Korni grupu. Čolić se preselio u Beograd pun nade i ambicija. Čolić je u "Korni grupi" ostao samo šest mjeseci, a na njegovo mjesto je došao Zlatko Pejaković. Vratio se u Sarajevo i odlučio za solističku karijeru. Tako je nastupio na festivalu Vaš šlager sezone u Sarajevu 15. travnja 1972. godine s pjesmom Kemala Montena "Sinoć nisi bila tu". Pjesmu je prvotno trebala pjevati Josipa Lisac, ali kako je otkazala nastup pjesmu je otpjevao Čolić i osvojio treću nagradu, te nagradu za interpretaciju. Pjesma u cijeloj zemlji postaje veliki hit, a danas se ubraja u neke od Čolićevih najljepših pjesama. Od tog trenutka i službeno počinje Čolićeva solo karijera, kojom će se uzdići na mjesto jugoslavenske estradne zvijezde. Te godine sudjeluje na festivalima u Splitu s pjesmom "Stara pjesma", Skopju s pjesmom "Moj bol", kao i na festivalu u Prištini. Nedugo nakon festivalskih nastupa, Zdravko Čolić zajedno s Indexima, Biserom Veletanlić, Sabahudinom Kurtom i Sabinom Varešanović odlazi na veliku turneju po tadašnjem SSSR-u.

### Međunarodni pokušaji
Ubrzo je počela Čolićeva međunarodna karijera. Na Opatijskom festivalu pobijedio je s pjesmom Kemala Montena "Gori vatra", čime je osvojio i nastup na Pjesmu Eurovizije. Plasman u Luksemburgu te 1973. nije bio baš uspješan - bio je pretposljednji (15. s Francuskom), ali je tvrtka Warner Brothers ipak s Čolićem potpisala ugovor. Tako je Čolić za njih snimio četiri singla, dva na njemačkom i dva na engleskom jeziku, no tu završava njegova karijera u inozemstvu jer se nije htio preseliti u Njemačku.

### Prvi uspjesi
Čolić nakon nastupa na Pjesmi eurovizije izdaje veliki hit "Ona spava", koji je prodan u 150.000 primjeraka. Ubrzo postaje najveća jugoslavenska pop-zvijezda čija je popularnost dosegla dotad nezabilježene razmjere. U naredne dvije godine Čolić se najčešće pojavljuje na festivalima u Sarajevu i Beogradu, a pjesme sa sarajevskog festivala Vaš šlager sezone: "Bling blinge blinge bling" (VŠS 73), "Zelena si rijeka bila" (Pobjeda na Šlageru sezone 74), "Zvao sam je Emili" (VŠS 75), kao i "Ljubav je samo riječ" i "April u Beogradu" s festivala "Beogradsko proleće" danas se ubrajaju u najveće hitove bivše Jugoslavije.
Prvi studijski album "Ti i ja" objavljen je 1975. godine, a zbog pjesama kao što su "Vagabund", "Igraš se vatrom", "Loše vino" Čolić je postao jako popularan, pogotovo među djevojkama.  Producent ploče bio je Kornelije Kovač, kao i na svim sljedećim albumima. Omot je dizajnirao Dragan S. Stefanović, koji će i ubuduće dizajnirati omote ploča. Iste godine diskografska kuća PGP RTB izdala je ploču "Zdravko Čolić" s najvećim hitovima. Iako je 1976. godine na zagrebačkom festivalu s pjesmom "Ti si bila, uvijek bila" osvojio četvrto mjesto, Čolić je bio najveća zvijezda festivala. Krajem te godine krenuo je s "Indexima" na prvu jugoslavensku turneju. Čolić se posljednji put na nekom festivalu pojavio u Zagrebu 1977. godine s pjesmom "Živiš u oblacima". Na Jugoslavenskom festivalu revolucionarne i rodoljubive pjesme u Zagrebu 1977. godine Čolić je nastupio s budućim najprodavanijim singlom "Druže Tito mi ti se kunemo" koji je prodan u više od 300.000 primjeraka.

### Vrhunac karijere
Sljedeći album "Ako priđeš bliže" iz 1977. snimljen je u Zagrebu. Za prva dva tjedna prodano je 50 tisuća primjeraka, a novi aduti kod publike su "Pjevam danju, pjevam noću" po pjesmi Branka Radičevića, "Glavo luda", "Zagrli me", "Juče još", "Jedna zima sa Kristinom" i "Produži dalje". 1. travnja 1978. godine Čolić kreće na jugoslavensku turneju pod nazivom "Putujući zemljotres", a pratila ga je plesna grupa "Lokice". Već tada je bilo prodano 150.000 primjeraka ploče, a na kraju turneje ta brojka se povećala na 700.000. U anketi lista "Zdravo" Čolić je pobijedio u kategoriji najdraža ličnost godine. Iako je na početku turneje 4. i 8. travnja održao dva koncerta u beogradskoj hali "Pionir", turneja se okončala koncertom na beogradskom stadionu Marakani održanom 5. rujna 1978. godine koji je okupio oko 70.000 obožavatelja. U pratećoj Čolićevoj grupi klavijature je svirao Chris Nicols, a bas Dado Topić, nekadašnji članovi tada već raspuštenog sastava "Time". Topić je nastupio kao predizvođač, otpjevavši nekoliko svojih hitova. Kao gosti koncerta pojavili su se Kemal Monteno, Arsen Dedić, Kornelije Kovač, Josip Boček, trio Strune i pjevački kvintet RTB-a. Sav prihod od nastupa Zdravko je ustupio Savezu slijepih. Na stadionu su snimljeni i prvi kadrovi dokumentarnog filma o Zdravku "Pjevam danju, pjevam noću". Scenarij je pisao novinar Dušan Savković, a režirao je reditelj Jovan Ristić. Film je kasnije pretočen u seriju od četiri epizode i nekoliko mjeseci kasnije, poslije kino-premijere, prikazan je na tadašnjoj jugoslavenskoj televiziji. Koncertu na Marakani prisustvovao je Siggi Loch, direktor njemačke diskografske kuće, koji je bio iznenađen Zdravkovom popularnošću i predložio je da se ugovor obnovi, pa su za njemačko tržište objavljeni singlovi s pjesmama "Jedina" i "Zagrli me", kao i jedan disko singl na kome su pjesme "I’m Not Robot Man" i "Light me". Međutim, Zdravko nije prihvatio njihovu ponudu da se preseli u Njemačku i tamo radi. Umjesto toga je 14. studenog 1978. godine otišao na odsluženje vojnog roka u Valjevo. Kasnije je prekomandovan u Beograd, pa u Požarevac, a vojsku je završio 14. rujna 1979.

### "Malo pojačaj radio" i druge ploče
U proljeće 1980. godine Čolić je objavio album "Zbog tebe" s pjesmama "Pisaću joj pisma duga", "Pusti, pusti modu" i "Pjesmo moja". Album je snimljen u Velikoj Britaniji, opet ga je producirao Kornelije Kovač, a autori su bili i Goran Bregović, Kemal Monteno, Arsen Dedić i Spomenka Kovač. Iako je euforija za Zdravkom malo opala, ploča je prodana u preko 400.000 primjeraka. Na sljedećoj, malo mirnijoj od prethodne, turneji gostovali su engleski glazbenici. Na kraju turneje, u listopadu 1980. godine, Čolić je održao tri rasprodana koncerta u hali "Pionir" u Beogradu. Na jednom od njih prvi i posljednji put, na jednom svom koncertu, je uživo otpjevao svoj tadašnji mega hit, himnu "Druže Tito, mi ti se kunemo".
Novi album "Malo pojačaj radio" snimljen je u listopadu 1981. godine u Londonu. Glazbeni dio posla odradili su Kornelije Kovač i Goran Bregović, a matrice su snimili engleski studijski glazbenici. Ploča je donijela zaokret ka rock zvuku, a hitovi su bili "Mađarica", "Nove lakovane cipele", "Dunav". U pjesmi "Što si prepotentna", Zdravko se prvi put ogledao kao autor glazbe, dok su dio ostalog materijala napisali Đorđe Balašević, Duško Trifunović, Đorđe Novković i Marina Tucaković. Album je prodan u više od 300.000 primjeraka. 
Tokom 1982. Čolić je na turneji održao pedeset pet koncerata, a pratili su ga članovi grupe "Generacija 5". Tada su nastupili i u Prištini u kojoj zbog demonstracija nitko punih godinu dana nije svirao. Nastup na beogradskom Tašmajdanu 10. lipnja 1982. godine okupio je osam tisuća posjetitelja, a cijena karata iznosila je sto dinara, što je u ono vrijeme bila neuobičajeno visoka cifra.
I naredna je ploča, album "Šta mi radiš", opet snimljena u Londonu i to pod potpunom kontrolom Kornelija Kovača. Opet su svirali engleski glazbenici, a autori pjesama su bili Kovač, Momčilo Bajagić-Bajaga, Kikamac (Zana), Arsen Dedić i drugi. Album je objavljen 1983. godine, donijevši opet nekoliko hitova, kao "Cheri, cheri", "Šta mi radiš" i legendarnu baladu "Stanica Podlugovi". Čolić je na turneju još jednom krenuo s članovima grupe "Generacija 5", a pojačanje je bio i Laza Ristovski.
Na sljedećoj ploči "Ti si mi u krvi" 1984. godine, prvoj koju snima u Beogradu, u studiju "Akvarijus", Čolić se okrenuo etno zvuku, posebno u pjesmama "Ruška", "Sto Cigana", "Ti možeš sve, al' jedno ne", ali se kao najveći hit izdvaja balada "Ti si mi u krvi", koju su zajedno uradili Kornelije i Spomenka Kovač. Album se promovira na nepotpunoj jugoslavenskoj turneji koja je obuhvatila jadransku obalu, Bosnu i Hercegovinu i Makedoniju, kao i veliki koncert u beogradskom Centru Sava. U to vrijeme Čolić se privremeno udaljio sa scene, osnovavši s Bregovićem izdavačku kuću "Kamarad" i tako je među prvima započeo privatnu izdavačku djelatnost.
Poslije skoro tri godine pauze i petnaestogodišnje vjernosti zagrebačkom Jugotonu, Čolić je u prosincu 1988. za sarajevski Diskoton s Kornelijem Kovačom, kao producentom i aranžerom, snimio i objavio album jednostavno nazvan "Zdravko Čolić" kojim se vratio pop zvuku. Ploča nije imala velikog medijskog odjeka i pamti se kao album s najslabijom prodajom, od 200.000 primjeraka, s koga se kao hitovi izdvajaju numere "Oj djevojko, selen velen" i balade: "Hej suzo" i "Samo ona zna". Zbog loše prodaje nije održana turneja, a i sljedećih godina Čolić se posvetio privatnom biznisu.
Čolić je 1990. godine s Goranom Bregovićem napravio album "Da ti kažem šta mi je" koji je objavila privatna beogradska izdavačka kuća "Komuna". Promoviran je na Festivalu "MESAM" 1990. godine. Na njemu se našla obrada narodne pjesme "Čaje šukarije" u kojoj repuje djevojčica Ivana, inače glumica u filmu "Kuduz". Pjesma se izdvaja kao najveći hit s albuma, a tu su i numere "Čija je ono zvijezda", "E draga, draga" i naslovna "Da ti kažem šta mi je" autora Dina Merlina.

### Godine diskografske pauze
Blistava pjevačka karijera potrajala je sve do početka rata u Bosni i Hercegovini 1992. godine, kada je Zdravko Čolić napustio rodno Sarajevo i preselio se u Beograd. Povremeno je nastupao po manjim dvoranama širom Europe s Lazom Ristovskim, a redovan je suradnik na pločama Bregovićeve filmske glazbe. Tokom pauze u njegovom diskografskom radu godine 1994. Komuna i PGP RTS objavili su dvostruki album "Posljednji i prvi" koji je ujedno bio i izbor njegovih najvećih hitova. Tijekom 1990-ih godina, album se smatra jednim od najprodavanijih albuma u tadašnjoj SRJ. 
Poslije sedam godina pauze, Zdravko Čolić je za Komunu 1997. je izdao svoj deveti album "Kad bi moja bila" u produkciji Gorana Bregovića. Pjesme s albuma skladali su Čolić i Brega, a dio tekstova napisali su Marina Tucaković i Momčilo Bajagić-Bajaga. S albuma su se izdvojile pjesme "Čini ti se grmi", "Jako, jako slabo srce zavodiš", kao i balade "Kad bi moja bila" i "Tabakera". Čolić je te godine održao devet rasprodanih koncerata u beogradskom Sava centru, a nastupio je i u Prištini, ne obazirući se na sukobe na Kosovu. Istovremeno njegove pjesme pronalaze svoj put i do publike u Hrvatskoj, gdje su još donedavno bile nepoželjne i cenzurirane od strane lokalnih radijskih urednika. Tako je pjesmu Zdravka Čolića "Pjevam danju, pjevam noću" krajem 2000. obradila i Ivana Banfić.

### "Okano", “Čarolija” i "Zavičaj"
Čolićev deseti album "Okano", objavljen je krajem 2000. godine u izdanju BK Sounda. Album je pored naslovne numere donio i hitove "Mjerkam, te mjerkam", "Krasiva", "Hotel Balkan" i baladu "U boji vina". Tiraž je bio preko pola milijuna prodanih nosača zvuka, a uslijedila je i velika turneja po većim gradovima bivše Jugoslavije. Turneja je završena koncertom na Marakani, 30. lipnja 2001. godine, na kojoj se ovaj put okupilo oko 80.000 ljudi, a pred malim ekranima više od 4.000.000 ljudi je pratilo direktan prijenos koncerta. Album "Okano" proglašen je za album godine u gotovo svim zemljama bivše domovine, pjesma "Okano" za hit godine, a Zdravko Čolić za osobu godine. 
24. prosinca 2003. godine Zdravko je predstavio album "Čarolija", ponovo u izdanju RTV BK. S albuma su se izdvojile pjesme "Ao nono bijela", "Zločin i kazna", "Moja draga", "Na ovaj dan", a s jednim od najboljih spotova se izdvaja veliki hit "Mnogo hvala". U svibnju 2004. godine počela je turneja većim gradovima bivše Jugoslavije i u nekim europskim zemljama. Tokom 2005. godine održano je još 14 koncerata u Kanadi, Americi, Europi, kao i na prostorima bivše SFRJ. 
Krajem 2006. na tržištu se pojavljuje novi, 12. album Zdravka Čolića nazvan "Zavičaj". Album nastavlja tradiciju etno-pop zvuka, koju Čolić redovito njeguje na svojim albumima u zadnjih dvadesetak godina. Među pjesmama inspiriranim Sarajevom, Bosnom i tamburašima izdvajaju se pjesme : "Bembaša", "Merak mi je", "Svadbarskim sokakom" i "Anđela". Balade "Vrijeme" i "Sačuvaj me, Bože, njene ljubavi" potpisuju Arsen Dedić odnosno Đorđe Balašević. 

## Festivali
- "Gori vatra", Festival Opatija/ Eurovizija 1973.
- "Bling blinge bling", Vaš šlager sezone 1973.
- "Zelena si rijeka bila", Vaš šlager sezone 1974., Zlatna lira
- "Ne dam ti svoju ljubav", Festival Opatija 1974.
- "Ljubav je samo riječ", Beogradsko proleće 1974.
- "Zvao sam je Emili", Vaš šlager sezone 1975.
- "April u Beogradu", Beogradsko proleće 1975.
- "Ti si bila, uvijek bila", Festival Zagreb 1976.
- "Živiš u oblacima", Festival Zagreb1977.
- "Druže Tito, mi ti se kunemo", Jugoslavenski festival revolucionarne i rodoljubive pjesme Zagreb 1977.

## Najveći uspjesi
- April u Beogradu
- Cherie, Cherie
- Druže Tito mi ti se kunemo
- Glavo luda
- Jedina
- Jedna zima s Kristinom
- Kad bi moja bila
- Kažeš da ti nekad izgledam ko Dunav
- Loše vino
- Mađarica
- Malo pojačaj radio
- Na adresi ti piše (Sarajevo, Sarajevo)
- Okano
- Oktobar je, počinje sezona kiša
- Pisaću joj pisma duga
- Pjesmo moja
- Pjevam danju, pjevam noću
- Pobjegnimo koji dan na more
- Prava stvar
- Produži dalje
- Pusti, pusti modu
- Ruška
- Sinoć nisi bila tu
- Šta mi radiš
- Stanica Podlugovi
- Ti možeš sve al` jedno ne
- Ti si bila, uvijek bila
- Ti si mi u krvi
- Tvoje oči
- Zaboravi sva proljeća
- Zagrli me
- Zbog tebe
- Živiš u oblacima
- Zvao sam je Emili
- Što ti dadoh
- Esma
- Vatra i Barut
- Svadbarskim sokakom

## Diskografija
- Ti i ja (1975.)
- Ako priđeš bliže (1977.)
- Zbog tebe (1980.)
- Malo pojačaj radio (1981.)
- Šta mi radiš (1983.)
- Ti si mi u krvi (1984.)
- Rodi me majko sretnog (1988.)
- Da ti kažem šta mi je (1990.)
- Kad bi moja bila (1997.)
- Okano (2000.)
- Čarolija (2003.)
- Zavičaj (2006.)
- Kad pogledaš me preko ramena (2010.)
- Vatra i barut (2013.)
- Ono malo sreće (2017.)

## Ostalo
- "In Magazin" kao gost intervjua (2019.)
- "A strana" kao gost emisije (2017.)

- "Pjevam danju, pjevam noću", mjuzikl-dokumentarac o njemu (1979.)

## Vanjske poveznice
- Službena stranica